# Mainzer Berg (Dieburg)
Der Mainzer Berg (auch Moret) ist ein 227,3 m ü. NHN hoher, bewaldeter Hügel auf der Gemarkung der Stadt Dieburg im südhessischen Landkreis Darmstadt-Dieburg. Er stellt die höchste Erhebung des Messeler Hügellandes dar, welches geologisch als der nördlichste Bestandteil des Odenwalds anzusehen ist. Der Mainzer Berg liegt an der L 3094 zwischen Darmstadt und Dieburg, etwa zwei Kilometer südöstlich der Grube Messel.
Auf seiner Kuppe befindet sich ein weithin sichtbarer, 90,5 Meter hoher Fernmeldeturm der Deutschen Telekom AG und südlich davon steht das Naturfreundehaus auf der Moret, welches ein beliebtes Ausflugsziel darstellt. Außerdem befindet sich westlich des Gipfels ein Steinbruch der Odenwälder Hartstein-Industrie (OHI).
Im Jahre 1971 wurde der fast 3 ha große Ski- und Rodelhang angelegt.
Von 1972 bis 1984 war ein Schlepplift in Betrieb.
Wegen der zunehmend schneearmen Winter wurde der Lift demontiert.
Durch Verbuschung an der Nordseite ist der Ski- und Rodelhang heute etwas kleiner.

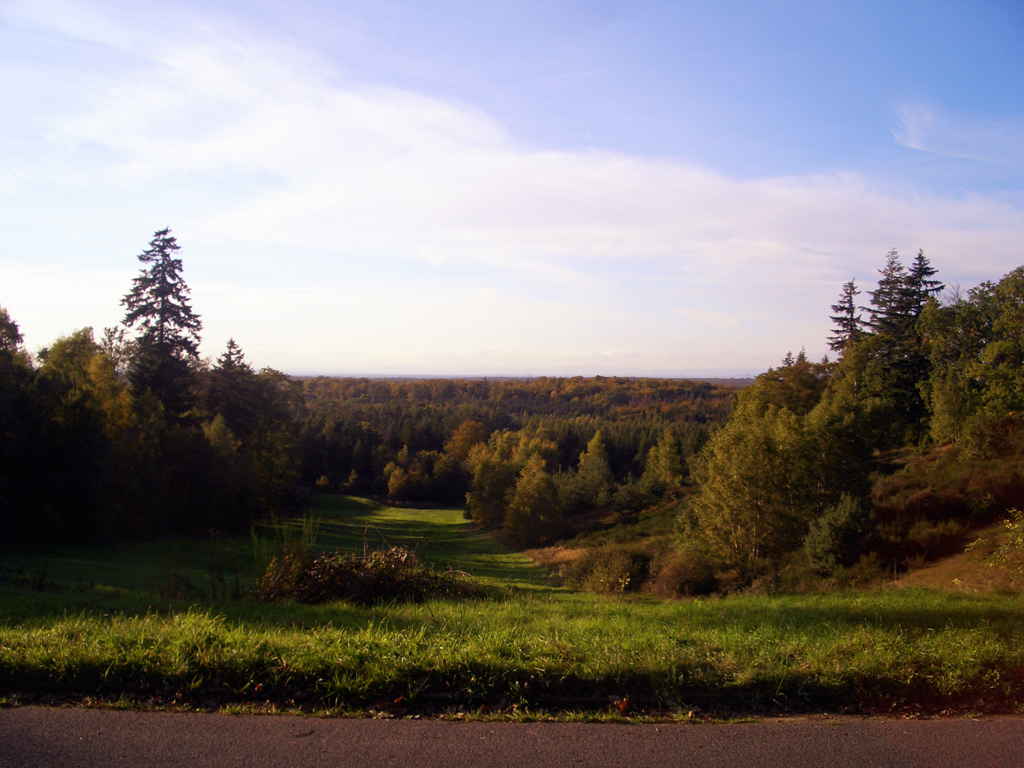
Aussicht vom Mainzer Berg (Naturfreundehaus Morethütte) in Richtung Darmstadt
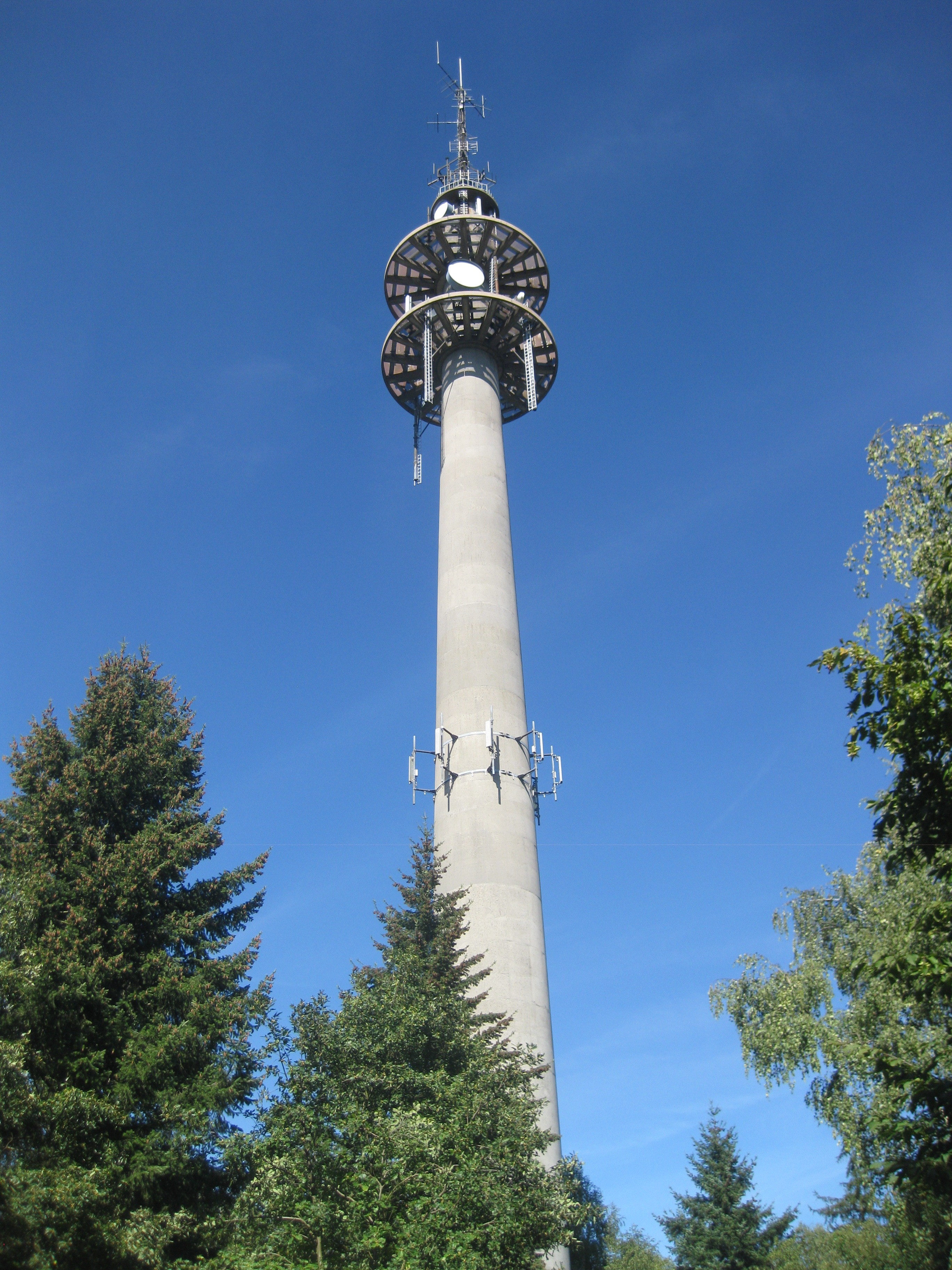
Fernmeldeturm Mainzer Berg